# 69 (фильм)
«69» («Шестьдесят девять») (тайск. เรื่องตลก 69, англ. 6ixtynin9) — чёрная комедия таиландского производства, снятая Пен-Ек Ратанаруангом.

## Сюжет
Молодая безработная тайка Тум живёт одна в маленькой квартире под номером 6. Однажды, входя внутрь, она хлопает дверью и номер переворачивается, превращаясь в 9. Утром курьеры мафии, введённые в заблуждение, оставляют под дверью Тум коробку от пиццы, наполненную деньгами. В итоге безработная женщина станет обладателем 25 тысяч долларов, окажется убийцей двух бандитов и получит число проблем, равное 6 умноженных на 9!

## В ролях
- Лалита Паньопас — Тум
- Сирисин Сирипорнсматикул — Пен
- Блэк Помтонг — Канчит
- Тасанавалаи Онгартиттичай — Джим
- Арун Ваннарюодеевонг — Г-н Тонг

## Художественные особенности
Фильм — классическая чёрная комедия. За «69» Пен-Ека Ратанаруанга часто называют «таиландским Тарантино». Однако от «Криминального чтива» американца фильм «69» отличает то, что он менее циничен.

## Награды
- 2000 — приз «Особое мнение» международного фестиваля в Берлине
- 2000 — приз ФИПРЕССИ международного фестиваля в Гонконге
- 2000 — приз таиландской киноакадемии за лучшую женскую роль (Лалита Паньопас)
- 2000 — приз таиландской киноакадемии за лучший сценарий (Пен-Ек Ратанаруанг)
- 2000 — приз «Хамелеон» международного фестиваля в Бруклине за лучший фильм

## Интересные факты
- Оригинальное название фильма переводится как «Смешная история о 6 и 9», но поскольку цифры в названии написаны подряд, зрители приняли 6 и 9 за 69.
- Лалита Паньопас[англ.] весь фильм снималась без грима.
- Киножурналисты вручили свой приз ФИПРЕССИ в Гонконге со следующей формулировкой: «За доказательство того, что коммерческое кино может быть интересным как нетрадиционный взгляд и эксперимент в киноискусстве».
- На международном фестивале в Берлине картина получила специальный приз Дон-Кихота.
- В российском видеопрокате фильм выпущен дистрибьютором «Партнёр Видео Фильм» 26 июня 2001 года.